# Rundläuferpresse

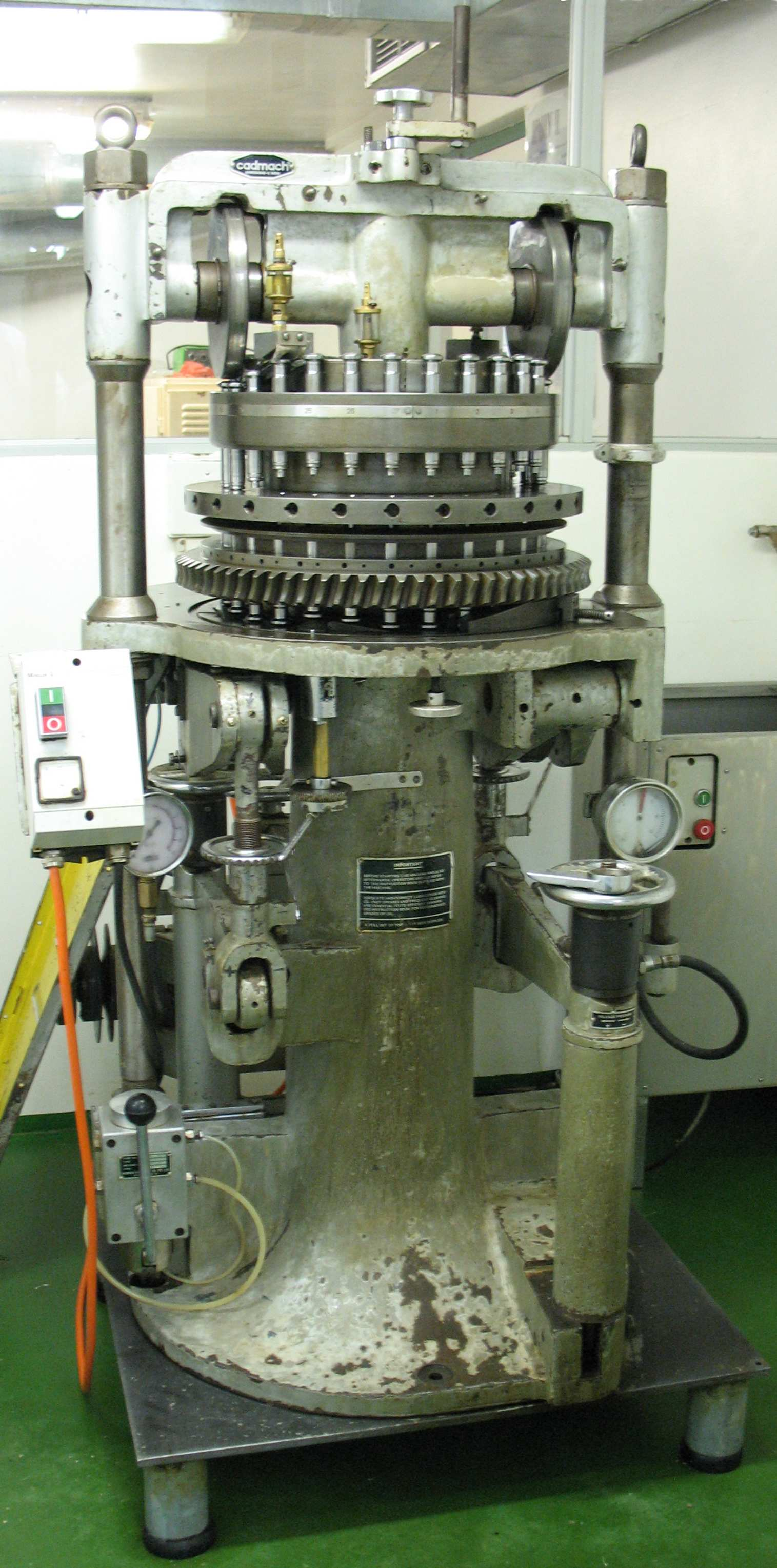
Alte Rundläuferpresse

Animation der Funktionsweise

Als Rundläuferpresse bezeichnet man eine Presse, die vornehmlich zur Tablettenherstellung im Industriemaßstab genutzt wird.

## Grundlegender Aufbau und Arbeitsweise
Kernelement der Rundläuferpresse ist eine runde, meist aus Edelstahl gefertigte Platte (Matrizentisch), in der konzentrisch runde Aussparungen enthalten sind, die die Matrize (Formstück) für die Stempel enthalten. Die Ober- und Unterstempel sind jeweils über bzw. unter den Aussparungen platziert und variieren je nach Modell in deren Anzahl und Form. Die Stempel werden durch eine hochgewichtige Walze (Druckrolle) aufeinander zu bewegt und so gleichzeitig das Füllgut zur Tablette verdichtet. Der Unterstempel ist, verglichen mit dem der Exzenterpresse, beweglich, sodass die Kraft, die beim Pressvorgang auf das Füllgut durch die Stempel wirkt, gleichmäßig von Ober- und Unterseite der Matrize ausgeübt wird. Bei eher kleinen Pressen liegt die Matrizenanzahl bei 3 bis 6, während große, industrielle Tablettenpressen in Abhängigkeit der Tablettengröße bis zu 70 Matrizen aufweisen können. Ober- und Unterstempel sind im Gegensatz zur Exzenterpresse beweglich und führen gegengleich horizontale Bewegungen aus. Ein weiterer Unterschied zur Exzenterpresse besteht in der Befüllung der Matrizen durch den Füllschuh. Dieser steht bei der Rundläuferpresse fest. Die Befüllung der Matrizen erfolgt durch Füllräder. In einer wellenartigen, horizontalen Bewegung wird das Füllgut verpresst und pro Durchgang so viele Tabletten erhalten, wie Matrizen vorhanden sind. Auch hier unterscheidet sich die Rundläuferpresse in der Arbeitsweise von der Exzenterpresse, bei der pro Arbeitsgang nur eine Tablette verpresst werden kann. So resultiert auch die überlegene Arbeitsleistung der Rundläuferpresse, sodass sie in der pharmazeutischen Industrie fast ausschließlich als Tablettenpresse eingesetzt wird. Durch den Einsatz von Stempelpaaren, mehreren Füll- und Pressstationen innerhalb eines Arbeitsganges kann die Arbeitsleistung stark erhöht werden. So können bis zu 1.000.000 Tabletten pro Stunde hergestellt werden. Der maximal erreichbare Presskraft ist von der Maschine und dem eingesetzten Werkzeug (Stempel) abhängig und kann von 15 kN bis zu 150 kN reichen. Durch drucksensible Bauelemente (z. B. Piezoelemente) wird der Druck, der von den Stempeln auf das Füllgut übertragen wird, gemessen und kann somit geregelt werden. Über diese Regelung über die Presskraft, kann die Härte (Bruchfestigkeit) eingestellt werden. Einfluss auf die Bruchfestigkeit der Tablette hat aber auch die Art und Menge des im Füllgut enthaltenden Bindemittels.
Das Risiko einer Entmischung des Füllgutes ist aufgrund des feststehenden Füllschuhes geringer als bei der Exzenterpresse, da sich durch die von den Bewegungen ausgelösten Vibrationen nach dem sog. „Paranuss-Effekt“, kleine Partikel auf den Grund des Füllschuhes ansammeln, während gröbere Partikel in oberen Füllgutschichten verbleiben. Dadurch kommt es zur Verdichtung des Füllgutes und nachfolgend zu Dosierungenauigkeiten bei der Matrizenbefüllung. Eine Schwankung des Wirkstoffgehaltes in der Tablette ist die Konsequenz und muss in jedem Fall minimiert werden.

## Nachteile
Größter Nachteil einer Rundläuferpresse gegenüber der Handpresse oder der Exzenterpresse ist deren Finanzierung. Sie stellen in der pharmazeutischen Industrie große, feinjustierte Maschinen dar, deren Wartung und Reparatur kostspielig ist. Essentiell ist daher eine ständige Überwachung und Kontrolle der Prozessparameter (z. B. Stempeldruck, Zusammensetzung und Feinheit des Füllgutes etc.) sowie des Zustands der Maschine selbst (z. B. Abnutzungserscheinungen an den Stempeln, Schmierung an Reibepunkten).